# Visconde de Godim
Visconde de Godim é um título nobiliárquico criado por D. Luís I de Portugal, por Decreto de 11 e Carta de 26 de Maio de 1876, em favor de António Casimiro Cardoso da Silva, depois 1.º Conde de Carcavelos.
Titulares
1. António Casimiro Cardoso da Silva, 1.º Visconde de Godim;
2. António Cardoso da Silva, 2.º Visconde de Godim.

Após a Implantação da República Portuguesa, e com o fim do sistema nobiliárquico, usou o título: 
1. Maria Sofia de Meneses Verney Cardoso e Silva, 3.ª Viscondessa de Godim.